# Бруно Вентуріні (співак)
Бру́но Вентурі́ні (італ. Bruno Venturini) (Пагані 1 грудня 1945) — італійський (неаполітанський) співак.
Запрошувався найкращими театрами світу, і часто проводив великі тури Америкою, Австралією та Північною Європою.
Опублікував 57 альбомів, серед яких 50 студійних, 1 концертний та 6 збірок. Найвідоміший запис: Антологія Неаполітанської пісні (італ. Antologia della Canzone napoletana).

## Біографія

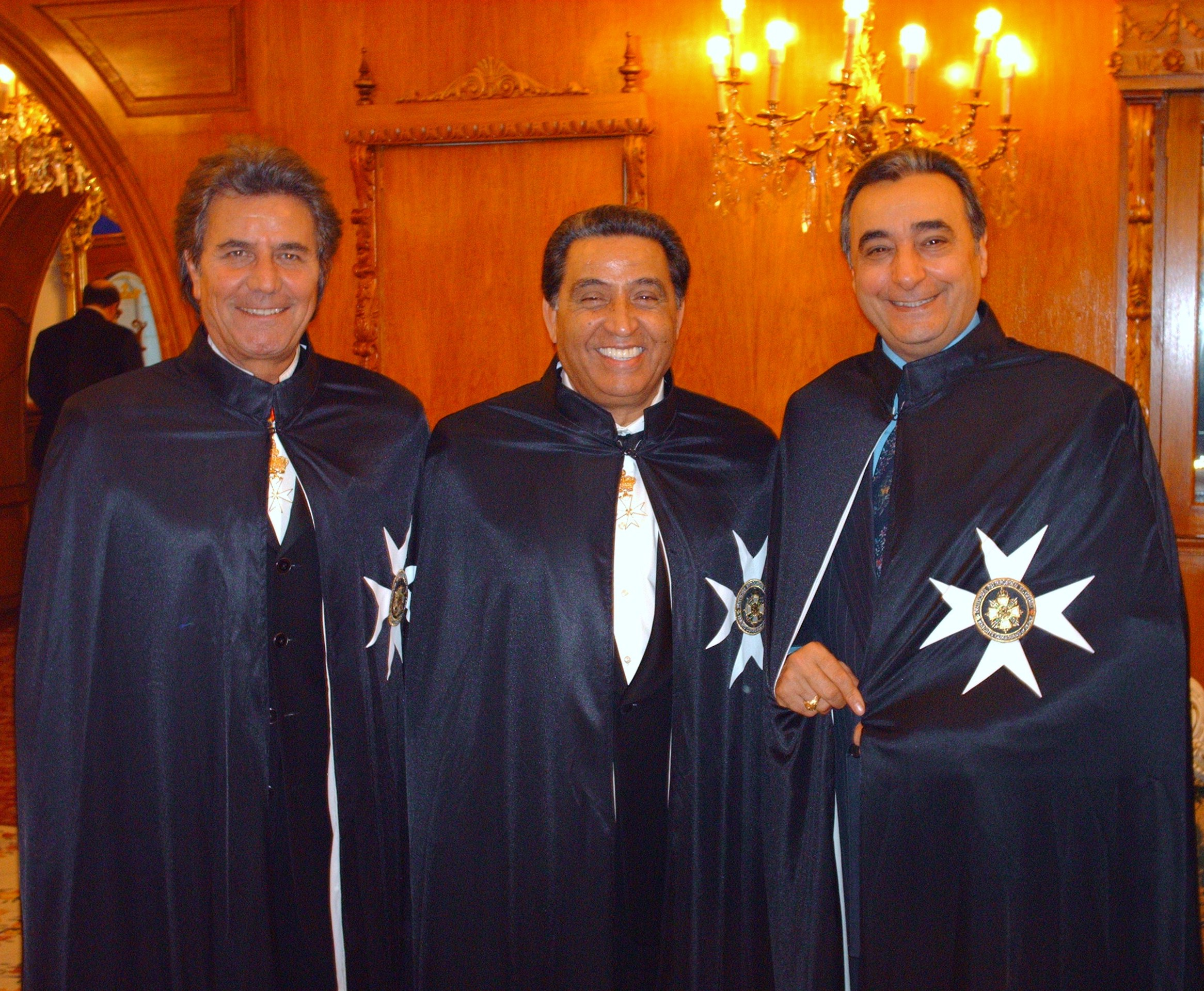
Антонелло Ронді, Маріо Треві та Бруно Вентуріні 26 листопада 2005 на їх номінуванні Кавалерами Мальтійського Ордену

### Дитинство
Бруно Вентуріні народився у Пагані, індустріальному центрі провінції Салерно. Його батько, Рафаеле, був неапольським торгівцем тканинами. Мати, Вікторія Фуско, уродженка Ангрі.
У 1955 році, коли Бруно було десять років, сім'я переїхала до Рима, у зв'язку з важкою хворобою, (Цироз печінки)), що раптово вразила батька.
У період навчання в початковій школі, мав невеликий вокальний досвід у хорі радіопрограми La Radio per le scuole (Радіо для шкіл), що її на початку п'ятидесятих вів відомий теле та радіо ведучий Нунціо Філоґамо (Nunzio Filogamo).
У 1957, щоб підтримати батьків у витратах на лікування, старший брат Пеппіно почав мандрувати невеликими ринками столиці як вуличний торговець трикотажу. Бруно супроводжував його, співаючи пісні задля привернення уваги перехожих. Одного разу, на Порта Портезе, його випадково почув знаменитий тенор Маріо Ланца який, з актрисою Марізою Аллазіо, в цей час знімався на вулицях міста у декількох сценах фільму До побачення Риме/Сім пагорбів Рима. Ланца подарував хлопчику десять доларів і наснажив його вчитися та вдосконалюватися у співі.
Після смерті батька, що сталася місяць по тому, Бруно з матір'ю та братами повернувся у Салерно і продовжив навчання в бухгалтерському коледжі.
В ці роки, під час одного з добродійних спектаклів, що відбувалися у розсіяних по місту маленьких театрах та аудиторіях, в яких він часто брав участь поміж інших молодих фігурантів, Вентуріні познайомився з однією оперною екс-співачкою, яка, захоплена його можливостями, взялася влаштувати його навчання у музичному ліцеї. Вступне прослуховування продовжувалося протягом декількох тактів славетної неаполітанської пісні Torna a Surriento. Маестро Альфредо Джорлео (Alfredo Giorleo) почувши спів, негайно призначив години безкоштовних занять і запропонував оплатити метод Бона (metodo Bona) сольфеджіо.

### Дебют
Дебют відбувся у Неаполі, увечері 15 жовтня 1959 на святі Порта Капуана.
Синьйор Вісконті, торгівець колега старшого брата, запропонував Бруно взяти участь у пісенному огляді, що називається Porta Capuana 'n festa (Порта Капуана у святкуванні), організатором котрого був Рафаеле Руссо (Raffaele Russo).
На конкурсі були присутні відомі імена, але існувала також невеличка секція присвячена початківцям. Декорації зображували узбережжя Неаполя з типовим морським пейзажем, оркестр Радіо Наполі під орудою Luigi Vinci та ведучий Коррадо Мантоні.
Молодий Вентуріні з захватом дивився на всіх відомих артистів, що складали йому компанію за сценою. Після виступу Джіно Латілла (Gino Latilla), що запалив публіку виконанням пісні Tchumbala bey, конферансьє запросив за кулісами наступного артиста, але всі знаходились в нерішучості: жоден не бажав мірятись з таким великим успіхом. Але хлопчик, якому ще не було й чотирнадцяти, не переймався такими речами, він вийшов на сцену після Латілли.
Бруно заспівав три пісні, всі неаполітанською: Passiggiatella (Ніза (Nisa) та Рендіне (Rendine)), Serenatella 'e Maggio (Крешенцо (Crescenzo) та Ольів'єро (Oliviero)), L'urdemo raggio 'e luna (Фйоре (Fiore) та Віана (Vian)). Несподівано для всіх, публіка була у надзвичайному захваті.
По закінченні виступу, до хлопця підійшов директор та співвласник відомої в ті часи неапольської фірми грамзапису «Phonotype Record» Лелло Еспозіто [Lello Esposito]; він засипав його компліментами та запросив прийти на прослуховування.
З цього починається його славетна кар'єра у звукозапису. Стара неапольська фірма Universal Phonotype Record запропонувала йому контракт на запис платівок на 78 обертів з оркестрами Маріо Фести (Mario Festa) та Джузеппе Анетепи (Giuseppe Anepeta).

### Становлення
Молодий Бруно багато працював з різними видатними музикантами, переймаючи їх професіоналізм і навчаючись у них розуміти та відчувати музику.
Втративши у ніжному віці батька, пізніше він знайшов підтримку у славетного комедіографа, текстяра та сценариста Мікеле ‹Ґальдьєрі (Michele Galdieri). Вагомий діяч італійського театру, автор знаменитих неаполітанських та італійських пісень Наприклад, Munasterio 'e Santa Chiara, Non dimenticar), залишив йому у спадок цінні поради щодо життя та мистецтва.
Інший видатний артист, що вплинув на розвиток Вентуріні, — кантауторе Серджіо Бруні. якийсвоїм прикладом надихав генерацію виконавців неаполітанської пісні вірити у свій голос та силу інтерпретації, в самих себе та власний талант, а також наполегливо працювати задля досягнення своєї мети.

### Міжнародне визнання

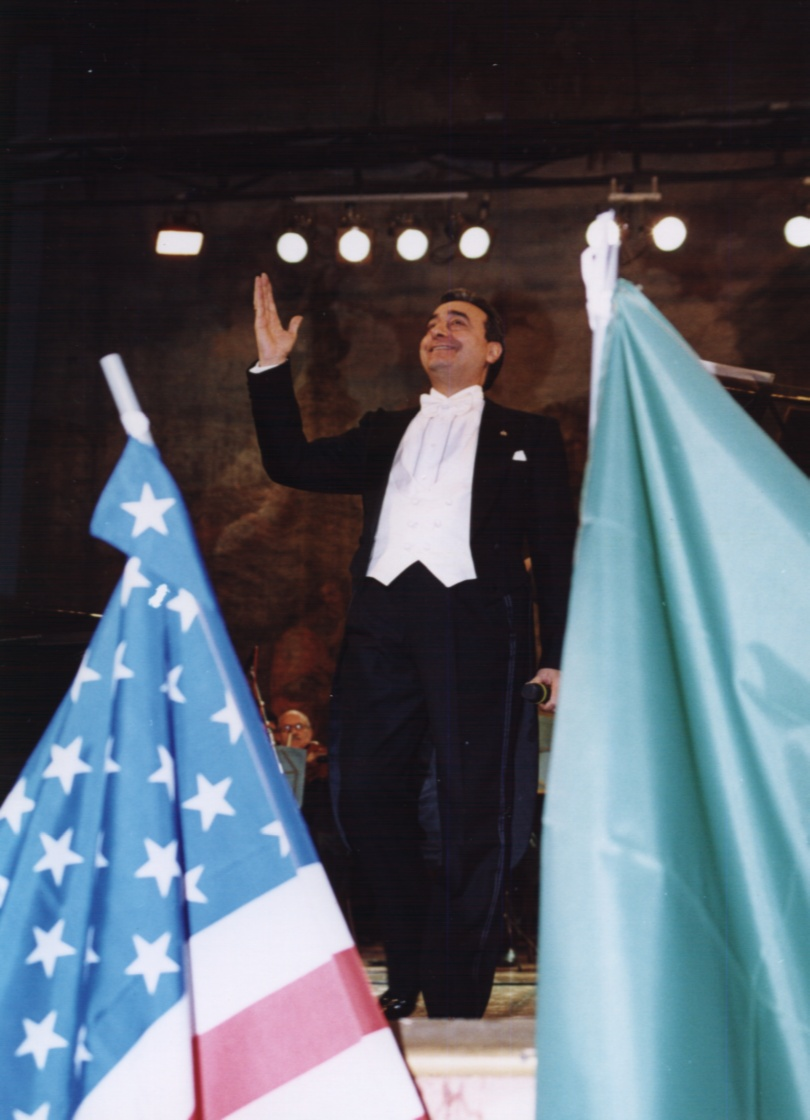
Вентуріні під час концерту «Пам'яті Карузо» у Придворному театрі королівського палацу Казерти

Початок міжнародного визнання Вентуріні пов'язується з його тріумфальною подорожжю до США у 1964, що визначалася мас-медіа як гучна подія. Подорож мала кульмінацією хвилюючий та дуже вдалий концерт у Бруклінській академії музики, тобто в тому театрі (зараз театр-музей), де у грудні 1920 Енріко Карузо закінчив свою дивовижну кар'єру.
У США Вентуріні супроводжував слоган співак, що зробив радісними Амальфійські вакації | Жаклін Кеннеді
Він став першим західним артистом, що отримав запрошення з Пекіна від Ден Сяопіна виступити у постМао Цзедунівському Китаї. Вентуріні співав там неаполітанські пісні.
Найбільш поважна музична критика, розглядаючи Бруно Вентуріні як одного «з найкращих тенорів нашого часу…», оголосила його «ідеальним мостом між минулим, сучасним та майбутнім» класичної неаполітанської пісні.
Вентуріні з незмінним успіхом давав концерти в усьому світі та часто виступав на телебаченні лише під фортепіанний акомпанемент таких майстрів як Франко Дзаулі та, автора популярнішої Anema e core (Душа і серце), Сальве Д'Еспозіто.
Marcel Prawy — художній керівник Віденської державної опери, музикант рівня Коула Портера та Джорджа Гершвіна і великий знавець бельканто — вважав мистецтво Вентуріні, разом з Енріко Карузо, вокальним найвищим проявом мистецтва неаполітанської пісні і часто користався нагодою співпрацювати з ним. Під час концерту співака у Каринтії, він прилюдно сказав: «Любий Бруно, пам'ятай, ти новий великий Карузо, але передусім ти безмежний Вентуріні».

### Антологія Неаполітанської Пісні
Ідея Антології Неаполітанської Пісні належить агентові Міланської фірми грамзапису «S.A.A.R.» Карло Казале (Carlo Casale). Керівництву вона здалася не надто цікавою, і, щоб умовити комерційного директора Серджіо Баллоні (Sergio Balloni) розпочати реалізацію проект, що вимагав значні кошти, він взяв на себе весь тягар неуспіху у разі, коли продажі незмогли б задовольнити очікування Баллоні та власника Вальтера Ґуертлера (Walter Guertler).
На сьогодні ця праця Вентуріні була продана в усіх країнах світу в різноманітних варіантах (MC, LP, CD) у більш ніж 100 міліонах копій.
На короткий період Антологія перейшла до фірми грамзапису Ariston Records Карла Альберто Россі (Carlo Alberto Rossi), де було опубліковано декілька томів, але пізніше повернулася до «S.A.A.R.», де й була закінчена.

### Співробітництво
Вентуріні завдячує своїм мистецтвом багатьом італійським та всесвітньо відомим сольним музикантам та диригентам, серед яких згадують:
- Giuseppe Anepeta
- Cinico Angelini
- Nello Segurini
- Angelo Giacomazzi
- Luigi Vinci
- Mario Festa
- Carlo Esposito
- Bruno Canfora
- Pino Calvi
- Mario Battaini
- Gianni Ferrio
- Beppe Moietta
- Salve D'Esposito
- Renato Carosone
- Tony De Vita
- Enrico Intra
- Franco Zauli
- Augusto Visco
- Eduardo Alfieri
- Tonino Esposito
- Gianni Aterrano
- Roberto De Simone
- Enzo Barile
- Mario Robbiani
- Alberto Baldanbembo
- Pippo Caruso
- Henry Mancini
- Don Costa
- Nick Aversano
- Ivan Von Parrike
- Carlos Kleiber
- Herbert Mogg
- Willie Anthony Waters
- Frank Purcel
- Parcy Faith
- Oscar Peeterson
- Marcel Prawy

## Дискографія
Сингли
- 78 обертів
  - 1959 Comm'a ll'onna/Margarita e fuoco (Phonotype Record, Universal, U 2390)
  - 1959 Piove/Una marcia in fà (Phonotype Record, Universal, U 2398)
  - 1959 Io sono il vento/Conoscerti (Phonotype Record, Universal, U 2399)
  - 1959 Ammore celeste/'A Rosa rosa (Phonotype Record, Universal, U 2411)
  - 1959 Solitudine/Stella furastiera (Phonotype Record, Universal, U 2412)
- 45 обертів
  - 1960 Colpevole/Gridare di gioia (Durium, Royal, QCN 1089/QCA 1089)
  - 1960 Gridare di gioia/Quando vien la sera (Durium, Royal, QCN 1090/QCA 1090)
  - 1960 Sei terribile/Un po' di luna (Durium, Royal, QCN 1098/QCA 1098)
  - 1960 Welcome to Rome/Olimpia rock (Durium, Royal, QCN 1099/QCA 1099)
  - 1960 'O locco/Maschera (Durium, Serie Royal, QC A 1144)
  - 1960 'O bbene/Escludimi (Durium, Serie Royal, QCN 1145/QC A 1145)
  - 1960 Mille e mille anni/Eccoti (Durium, Serie Royal, QCN 1148/QC A 1148)
  - 1962 Angela/Balliamo il twist (Let's twist again) (Durium, Serie Royal, QC A 1236)
  - 1962 Sentimentale/Tu iste a Surriento (Durium, Serie Royal, QC A 1266)
  - 1963 L'ha 'mpruvvisata 'o mare/Lacreme (Durium, Serie Royal, QC A 1285)
  - 1963 Pazzarella pazzarè/Che voglio a te? (Durium, Serie Royal, QC A 1295)
  - 1964 Eternamente t'amerò/Ritornerai da me (Durium, Serie Royal, QC A 1316)
  - 1965 Bella si vuò l'ammore/Voglio credere (Durium, Serie Royal, QC A 1347)
  - 1966 Napule senza te/Coccio di vetro (Italdisc, BV 174)
  - 1967 'A canzona/Napule senza te (Italdisc, BV 181)
  - 1972 Da sempre per sempre/La mia felicità (Fonit Cetra, SPF 31296)
  - 1972 Luna maiurese/Golden moon (in Maiori) (Azienda Soggiorno Turismo - Maiori (Salerno), ASTM 01)
  - 1974 Simmo 'e Napule... paisa'.../Mamma sfurtunata (Saar Records, Joker, M 7212 PR)
  - 1982 Grarelle 'e Positano/Sciummo (Ariston Records, Oxford, JB 091)

Альбоми
- 33 оберти
  - 1966 Eternamente t'amerò (Durium, msr A 300/015)[8]
  - 1967 Panorama napoletano (Italdisc, LPBV 188)[9]
  - 1973 Antologia napoletana volume 1 - Canzoni celebri dal 1880 al 1934 (Saar Records, Joker, SM 3524)
  - 1973 Antologia napoletana volume 2 - Canzoni celebri dal 1839 al 1930 (Saar Records, Joker, SM 3525)
  - 1974 Antologia napoletana volume 3 - Canzoni celebri dal 1888 al 1945 (Saar Records, Joker, SM 3641)
  - 1974 La canzone napoletana - L'ammore (Saar Records, Joker, SM 3642)
  - 1974 La canzone napoletana - I ricordi (Saar Records, Joker, SM 3643)
  - 1974 La canzone napoletana - Napoli camorrista (Saar Records, Joker, SM 3644)
  - 1975 Le più belle canzoni di Napoli (Saar Records, Up Superstereo International, LPUP 5021) raccolta
  - 1978 Le serenate (Ariston Records, Oxford, OX 3126)
  - 1978 Le tarantelle (Ariston Records, Oxford, OX 3127)
  - 1979 Da Napoli con sentimento (Ri-Fi, Penny Stereo, REL-ST 19418)
  - 1979 Le stagioni (Ariston Records, Oxford, OX 3154)
  - 1979 Bruno Venturini sings Mario Lanza (Ariston Records, ARM 42005)[10]
  - 1980 Bruno Venturini - Antologia napoletana: canzoni celebri dal 1839 al 1945 (Saar Records, UP Superstereo International, C 64) raccolta (box 3 LP)
  - 1981 Core a core (Ariston Records, Oxford, OX 3204)
  - 1982 A mamma e Napule (Ariston Records, Oxford, OX 3252)[11]
  - 1983 ...Torna a Surriento con Anema e core...LIVE - Concerto per l'80º anniversario della canzone Torna a Surriento (Duck Record, Green Records, GRN 22001)
  - 1984 Solamente per amore (Duck Record, Green Records, GRN L003)
  - 1985 L'oro di Napoli (Saar Records, Joker, SR 7004) raccolta
  - 1986 Mamma - 14 successi dedicati alla mamma (Duck Record, Duck Gold, GDLP 010)
  - 1986 Malafemmena (Saar Records, Joker, SM 4176)
  - 1986 Zappatore (Saar Records, Joker, SM 4178)
  - 1987 Antologia napoletana volume 4 - Canzoni celebri dall'800 al 900 (Saar Records, Joker, SM 4223)
  - 1987 Antologia napoletana volume 5 - Canzoni celebri dall'800 al 900 (Saar Records, Joker, SM 4224)
  - 1987 Celebri tarantelle napoletane - La Tarantella, vol. 1 (Saar Records, Joker, SM 4225)
  - 1987 Celebri tarantelle napoletane - La Danza, vol. 2 (Saar Records, Joker, SM 4226)
  - 1989 Bruno Venturini canta la Napoli di Caruso (Saar Records, Joker, SM 4244)
  - 1989 Antologia napoletana volume 6 - Canzoni celebri dal 1830 al 1976 (Saar Records, Joker, SM 4248)
  - 1989 Antologia napoletana volume 7 - Canzoni celebri dal 1825 al 1967 (Saar Records, Joker, SM 4249)
  - 1991 Antologia napoletana - volume 8 (Saar Records, Joker, SM 4268)
  - 1991 Antologia napoletana - volume 9 (Saar Records, Joker, SM 4269)
- CD
  - 1987 Antologia napoletana - Carmela (Saar Records, Joker)
  - 1987 Antologia napoletana - Santa Lucia (Saar Records, Joker)
  - 1987 Antologia napoletana - Zappatore (Saar Records, Joker)
  - 1987 Antologia napoletana - Simmo 'e Napule... paisà... (Saar Records, Joker)
  - 1989 Bruno Venturini - Antologia napoletana (Dischi Ricordi, Orizzonte) raccolta
  - 1991 Antologia napoletana - Acquarello napoletano (Saar Records, Joker)
  - 1992 Bruno Venturini - Napoletana: dal 1887 al 1947 (Dischi Ricordi, Orizzonte) збірка
  - 1993 Antologia della canzone napoletana - 'O sole mio, vol. 1 (Saar Records, Joker)
  - 1993 Antologia della canzone napoletana - Funiculì funiculà, vol. 2 (Saar Records, Joker)
  - 1993 Antologia della canzone napoletana - Santa Lucia, vol. 3 (Saar Records, Joker)
  - 1993 Antologia della canzone napoletana - I' te vurria vasà, vol. 4 (Saar Records, Joker)
  - 1993 Antologia della canzone napoletana - La tarantella, vol. 5 (Saar Records, Joker)
  - 1993 Antologia della canzone napoletana - 'O paese d' 'o sole, vol. 6 (Saar Records, Joker)
  - 1993 Antologia della canzone napoletana - Carmela, vol. 7 (Saar Records, Joker)
  - 1993 Antologia della canzone napoletana - 'A vucchella, vol. 8 (Saar Records, Joker)
  - 1993 Antologia della canzone napoletana - Caruso, vol. 9 (Saar Records, Joker)
  - 1993 Antologia della canzone napoletana - Malafemmena, vol. 10 (Saar Records, Joker)
  - 1994 Bruno Venturini - Antologia della canzone napoletana (Saar Records, Joker) raccolta (box 3 CD)
  - 1995 Grandi pagine musicali con la grande voce di Bruno Venturini - Mamma (Saar Records, Joker)
  - 1996 Grandi pagine musicali - vol. 1 (Saar Records, Joker)
  - 1997 Grandi pagine musicali - vol. 2 (Saar Records, Joker)
  - 2002 Omaggio a Caruso (Saar Records, Joker)
  - 2005 Bruno Venturini canta Libero Bovio (Saar Records, Joker)
  - 2006 Notturno d'amore (Saar Records, Joker)
  - 2007 Eternamente (Saar Records, Joker)

Дискографія за межами Італії
- Аргентина
  - 33 оберти
    - 1977 Bruno Venturini - Antologia napolitana volumen 1. Canciones célebres de 1880 a 1934 (Phono Musical Argentina, Diorama, MP 5029)
    - 1977 Bruno Venturini - Canzonettas napolitanas (Tonodisc, NG Records, NG 6009)
    - 1978 Bruno Venturini - Canzonettas napolitanas (Clan Dilo Records, Impacto, IMP 14006)
- Австралія
  - CD
    - 2000 Bruno Venturini canta la Napoli di Caruso (One World Records) CD + 4 bonus tracks
- Франція
  - CD
    - 1995 Bruno Venturini - Les plus belles chansons napolitaines, vol. 1 & 2 (Sony Music Entertainment, President)
- Німеччина
  - CD
    - 2002 Bruno Venturini - Le più belle canzoni di Napoli (Megaphon Music GmbH)
    - 2005 Bruno Venturini - La Napoli di Caruso (Megaphon Music GmbH)
- Японія
  - 33 оберти
    - 1977 Bruno Venturini - 'O sole mio (King Record, Seven Seas, GP 497)

  - CD
    - 1986 Bruno Venturini - L'oro di Napoli, neapolitan songs (King Record, Seven Seas)
- Іспанія
  - 33 оберти
    - 1974 Bruno Venturini - Antologia napolitana vol. 1 (Alamo, AL 15041)
- Сполучені Штати
  - 33 оберти
    - 1973 Antologia napoletana volume 1 - Canzoni celebri dal 1880 al 1934 (Peters International, PLD 3723)
    - 1973 Antologia napoletana volume 2 - Canzoni celebri dal 1839 al 1930 (Peters International, PLD 3724)
    - 1974 Antologia napoletana volume 3 - Canzoni celebri dal 1888 al 1945 (Peters International, PLD 3841)
    - 1974 La canzone napoletana - L'ammore (Peters International, PLD 3842)
    - 1974 La canzone napoletana - I ricordi (Peters International, PLD 3843)
    - 1974 La canzone napoletana - Napoli camorrista (Peters International, PLD 3844)

Компіляції різних артистів
- Італія
  - 33 оберти
    - 1973 Malanapoli - volume 1 (Phonotype Record, Leon Disco, SPX 10006) з піснею Stella furastiera.
    - 1985 Souvenir - 15 canzoni originali (Saar Records, Lotus, LOP 14109) з піснею 'O sole mio.
    - 1987 Souvenir d'Italia (Saar Records, Lotus, LOP 14126) з піснями : Maria Marì, Torna a Surriento, Funiculì funiculà e Santa Lucia luntana.

  - CD
    - 1996 Souvenir di Napoli - Venturini, Villa, Anedda, Pagano, Abbate (Saar Records, Joker) з піснями: Marechiare e Guaglione.
    - 1994 Roberto Murolo, Peppino Di Capri, Bruno Venturini (Saar Records, Joker) з піснями: Caruso, Reginella, Scapricciatiello, Io 'na chitarra e 'a luna, Core 'ngrato, Lacreme napulitane, Scétate, Mamma mia che vò sapè!?, Napule canta, Napule e Surriento, Comme se canta a Napule e 'O sfreggio. (box 3 CD)
    - 2006 'O sole mio - Antologia della canzone napoletana: Mario Abbate, Sergio Bruni, Enrico Caruso, Fausto Cigliano, Giuseppe Di Stefano, Beniamino Gigli, Mario Merola, Roberto Murolo, Tito Schipa, Bruno Venturini, Claudio Villa, I Mandulini Napuletani (Ducale, serie Deja Vu Definitive Gold, Retro Gold) з піснями: Guapparia, Munasterio 'e Santa Chiara e Piscatore 'e Pusilleco. (box 5 CD)
- Німеччина
  - CD
    - 2002 World of... Italian hits of the 50's (ZYX Records, Mint Records) з піснями: Dicitencello vuie, Mamma e I' te vurria vasà.
    - 2003 Italo folk canzone (ZYX Records, Mint Records) з піснями: I' te vurria vasà e Torna a Surriento.
    - 2008 World tour - Around the world: 20 stationen einer fazinierenden musikalischen weltreise (Sony Music) з піснями: Torna a Surriento, Dduje paravise, Comme facette mammeta e 'O sole mio.
    - 2009 World tour - Amore napoletano (Sony BMG) з піснями: Torna a Surriento, Dduje paravise, Comme facette mammeta e 'O sole mio.
- Японія
  - 33 оберти
    - 1977 Tutte le canzone napoletane (King Record, Seven Seas, GXG 19/20) з піснями: 'O marenariello, Maria Marì, Te voglio bene assaie, Voce 'e notte, Tu ca nun chiagne, Core 'ngrato, Dicitencello vuie e Passione.
    - 1976 La storia di canzone italiana (King Record, Seven Seas, GXF 31/5) з піснеюTe voglio bene assaie.

  - CD
    - 1987 Napoletana - Canzone best star album on cd, Claudio Villa and Bruno Venturini (King Record, Seven Seas) з піснями: Te voglio bene assaie, Marechiare, Maria Marì, Piscatore 'e Pusilleco, Dicitencello vuie, Passione, 'O paese d' 'o sole, Simmo 'e Napule paisà, Voce 'e notte e 'O sole mio.
    - 2000 Viva Napoli! Best of napoletana (King Record, Seven Seas) з піснями: Dicitencello vuie, 'O sole mio, Core 'ngrato e Torna a Surriento.

Окремі видання
- 1982 Italiacanta Napoli - Bruno Venturini: canzoni celebri dal 1887 al 1947 (Targa, ICCD 22) CD fuori produzione
- 2007 Nun me scetà - La Napoli di Bruno Venturini (Fabbri Editori, collana La grande canzone napoletana)

Неофіційні збірки
- 1996 Bruno Venturini - Torna a Surriento (Butterfly Music, Replay Music)
- 1997 La voce di Napoli - Bruno Venturini: Napoli canta (Leader Music Italia/Argentina)
- 2006 Bruno Venturini - Le più belle canzoni napoletane (Sound Music International)

## Звукові доріжки
- 1993
  - Arriva la bufera (Прийшла буря)[it], режисер Даніеле Лукетті[en], з 'O paese d' 'o sole[12]
- 2012
  - Benvenuti al Nord[it], режисер Лука Міньєро[it], з Funiculì funiculà

## VHS
- 1980: Una giornata a Sydney con Bruno Venturini (Montino's PTY. LTD. Film Management, Musical Variety Promotions)

## Нагороди

- Великий Офіцер Ордена за заслуги перед Італійською Республікою — 27 грудня 1995. За пропозицією президії Ради міністрів. За інтернаціональні художні заслуги.[13]

- Командор Ордена за заслуги перед Італійською Республікою — 2 червня 1981. За пропозицією президії Ради міністрів.[14]

- Офіцер Ордена за заслуги перед Італійською Республікою — 27 грудня 1978. За пропозицією президії Ради міністрів.[15]

- Кавалер Ордена за заслуги перед Італійською Республікою — 27 грудня 1975. За пропозицією президії Ради міністрів.]].[16]

- Кавалер Мальтійського Ордену — 26 листопада 2005

- Академічне звання класу Нобель — нагорода Міланської Академії літератури, науки та мистецтва. 15 квітня 1972. За інтернаціональні художні заслуги.[17]

## Пов'язані статті
- Неаполітанська пісня